# Brezje (Gornja Stubica)
Brezje is een plaats in de gemeente Gornja Stubica in de Kroatische provincie Krapina-Zagorje. De plaats telt 250 inwoners (2001).